# Attard FC
El Attard FC es un equipo de fútbol de Malta que juega en la Maltese National Amateur League, la tercera liga de fútbol en importancia en el país.

## Historia
Fue fundado en el año 1974 en el poblado de Attard en el centro de Malta y nunca han ganado un título importante ni tampoco han jugado en la Premier League de Malta en toda su historia, pasando la mayor parte de su existencia como un club amateur.

## Colores
Los colores del club son rojo y negro.